# Nikola Ogrodníková
Nikola Ogrodníková, född 18 augusti 1990 i Ostrava, är en tjeckisk friidrottare som tävlar i spjutkastning.

## Karriär
Nikola Ogrodníková har en silvermedalj i spjutkastning från europamästerskapen 2018. Hon deltog vid OS 2020 där hon placerade sig på en sextonde plats. Vid OS 2024 tog hon brons i spjutkastning.